# Supercoppa italiana 2012 (beach soccer)
La Supercoppa italiana 2012 si è disputata il 16 agosto 2012 a Terracina. È stata la nona edizione di questo trofeo ed è stata vinta dal Terracina per la seconda volta.

## Tabellino
| Arbitro: | Melfi, Picchio (ITA) |

|                                         |           |                                                                                               |
| Palmacci aut. 1tt’, Juninho 1tt’, 10tt’ | Marcatori | 2pt’, 10pt’, 8tt’ Bruno Xavier, 5pt’ Spada, 10st’ Francois, 2tt’ Frainetti, 5tt’ Bruno Malias |